# Panzerwelse

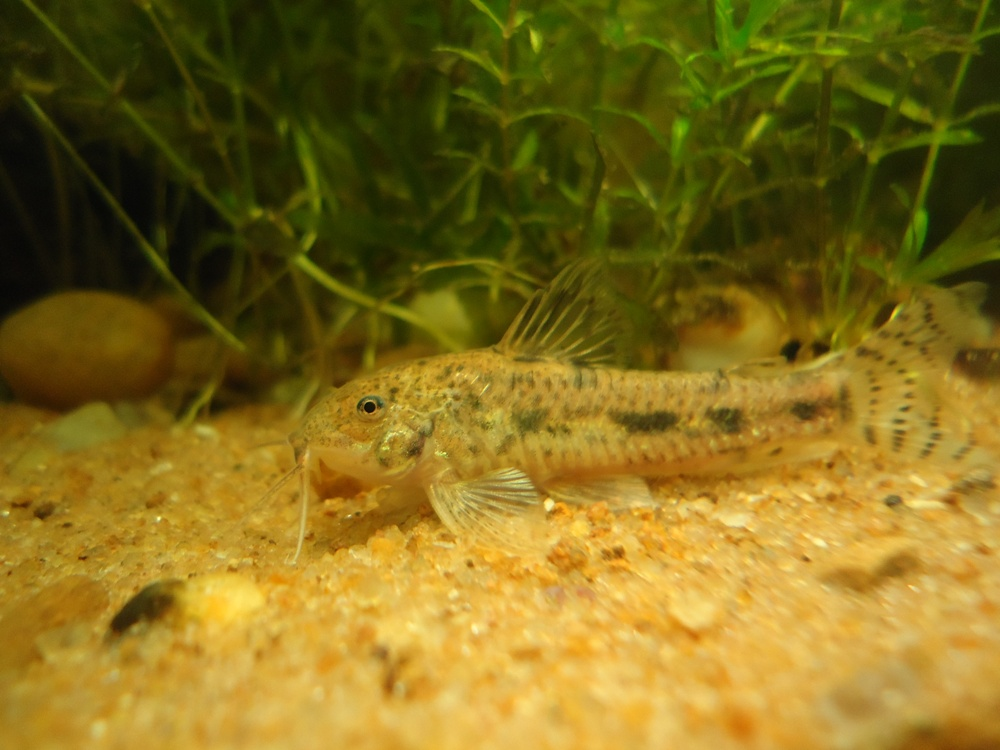
Aspidoras fuscoguttatus

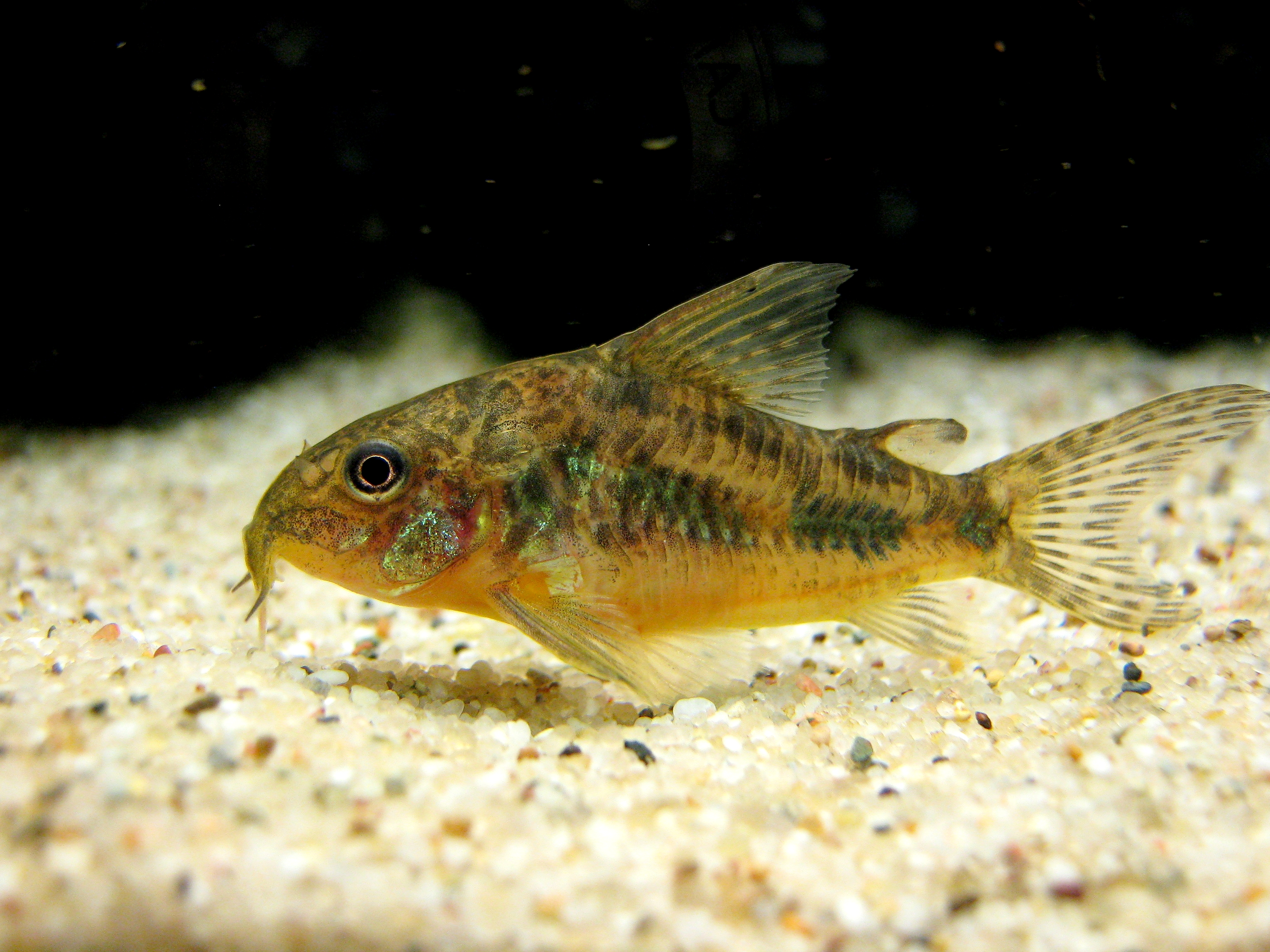
Marmorierter Panzerwels (Hoplisoma paleatus)

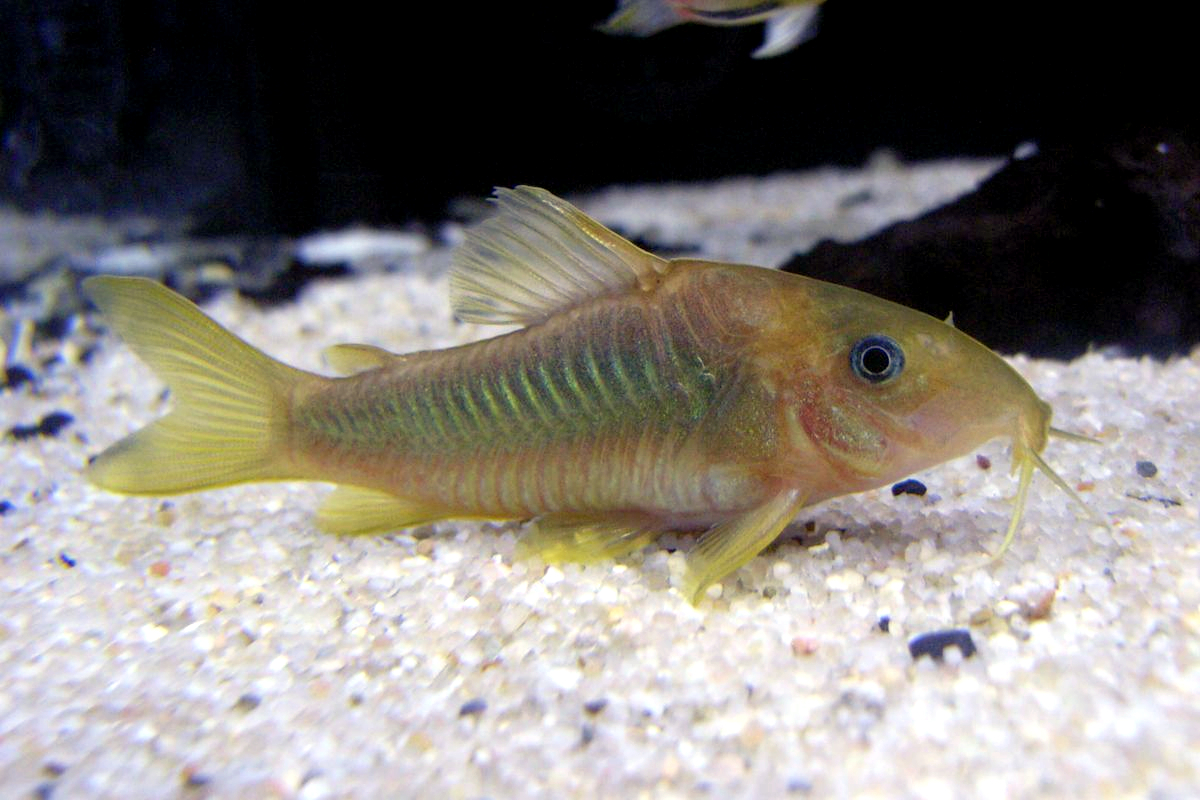
Gelbflossen-Panzerwels (Osteogaster melanotaenia)

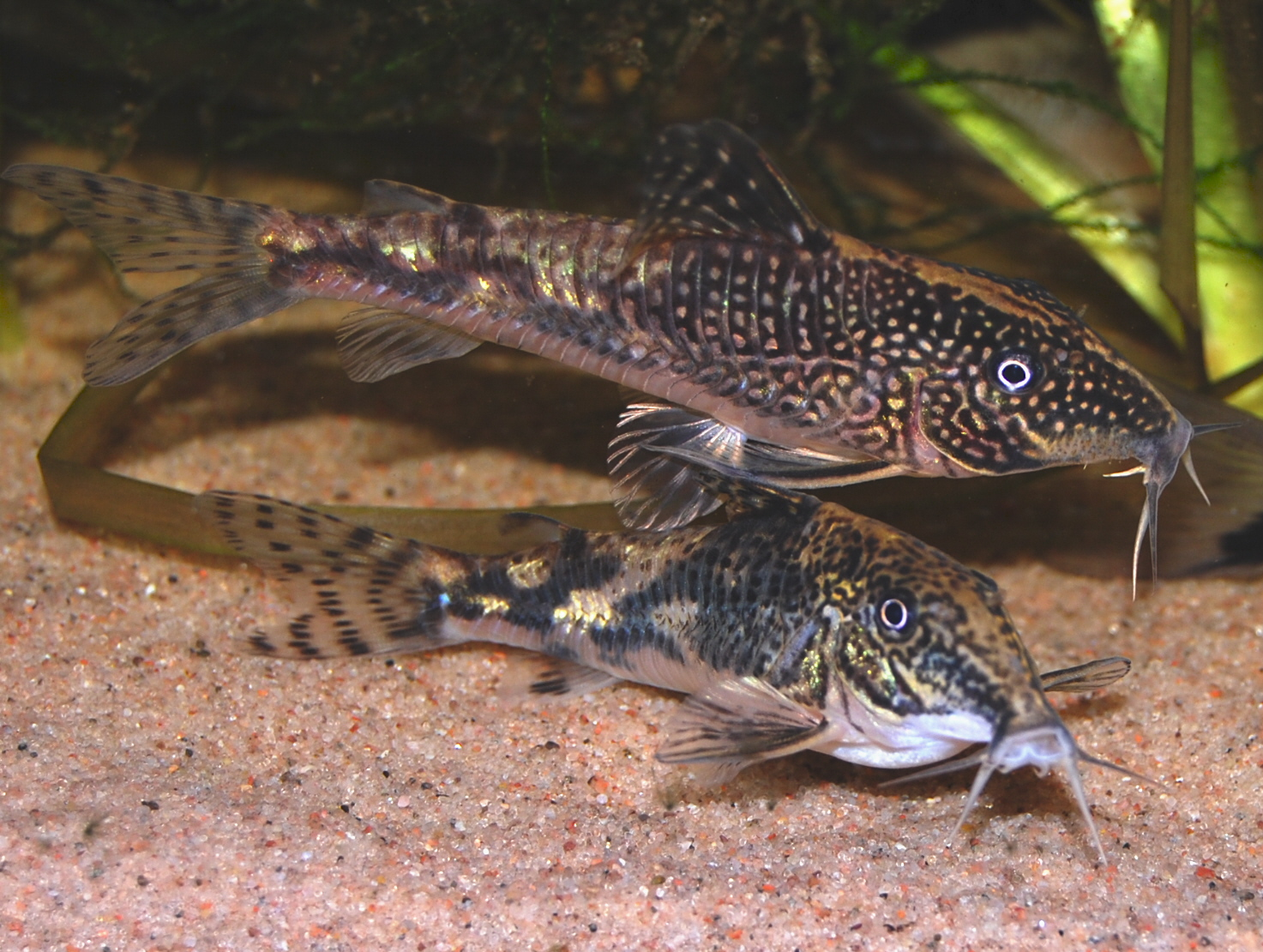
Schabrackenpanzerwels (Scleromystax barbatus)

Die Panzerwelse (Corydoradinae) sind eine Unterfamilie von Fischen aus der Familie der Panzer- und Schwielenwelse (Callichthyidae). Sie unterscheidet sich von der Unterfamilie der Schwielenwelse (Callichthyinae) durch das Fehlen einer Knochenplattenreihe zwischen Rücken- und Fettflosse und der geringeren Größe. Die zwischen 3 und 12 cm großen Tiere zeichnen sich durch einen charakteristischen Körperbau (Doppelreihe von Knochenplatten, dachziegelartig von vorn nach hinten überlappend: Panzerplatten) und sehr variable Färbung aus. Ein wichtiges Unterscheidungsmerkmal zur Artbestimmung ist (unter anderem) die Ausprägung und die Anzahl der Zähnung auf den Pektoralstacheln. Mit wenigen Ausnahmen handelt es sich bei diesen Welsen um Bodenfische, die jedoch als Darmatmer bei mangelndem Sauerstoffgehalt im Wasser in regelmäßigen Abständen an die Wasseroberfläche schwimmen können, um dort atmosphärischen Sauerstoff aufzunehmen und am Boden zu veratmen. Das Phänomen der Darmatmung ist auch unter optimalen Hälterungsbedingungen zu beobachten, wenngleich seltener. Aus der Fähigkeit zur Darmatmung kann nicht auf eine größere Toleranz gegenüber mangelnder Wasserqualität geschlossen werden.

## Ökologie
Das Verbreitungsgebiet der Unterfamilie umfasst das ganze tropische und subtropische Südamerika, das Amazonasbecken, das zentralbrasilianische Hochland, die nördliche Pampa Argentiniens und ebenso z. B. die Karibikinsel Trinidad. Diesen geographischen Angaben entsprechend sind die einzelnen Arten an zum Teil sehr unterschiedliche Verhältnisse angepasst. Panzerwelse kommen im Weißwasser (z. B. Marañón, Río Huallaga, Rio Branco, Río Napo, lehmfarben, mineralreiche Schwebstoffe), Schwarzwasser (z. B. Rio Negro, teerbraun bis colafarben, huminstoffreich, sauer) und Klarwasser (Zentralbrasilien, Rio Guyana, schwach sauer) vor. Die in der Fachliteratur zitierten Panzerwels-Biotopbeschreibungen machen deutlich, wie unterschiedlich auch die Temperaturverhältnisse sein können. So sind Panzerwelse im zentralbrasilianischen Hochland an Temperaturschwankungen von 8 bis 10 Grad Celsius zwischen dem wärmsten und kältesten Monat gewöhnt. Im Guayanaschild anzutreffende Arten indes leben bei nahezu konstanten Temperaturen zwischen 25 und 27 Grad Celsius.

## Sozialverhalten
Gemeinsam ist den allermeisten Panzerwelsen das gesellige Verhalten. Eine artgerechte Aquarienhaltung erfordert – bis auf die genannte Ausnahme – eine Gruppenhaltung (mindestens 6 Tiere pro Art) und Pflanzen, an welche die meisten Arten ihre Eier heften. Corydoras-Arten können hingegen ein recht ausgeprägtes Territorialverhalten aufweisen und kommen auch in der Natur nicht in Gruppen der eigenen Art, sondern eher alleine, paarweise oder auch zusammen mit anderen meist ähnlich gefärbten Hoplisoma-Arten vor.

## Ernährung
Rote Mückenlarven, Tubifex, Enchyträen (alle: lebend) werden gern genommen. Unter Aquarienbedingungen ist hochwertiges Trockenfutter (in Tablettenform) eine gute Ergänzung. In der Fachliteratur mehrfach berichtet und häufig zu beobachten ist die Aufnahme von Detritus (Schweb- und Sinkstoffe organischer Herkunft aus pflanzlichen und tierischen Gewebeteilen) vom Bodengrund. Mulm wird daher ständig durchwühlt und gefressen.

## Systematik
Die Unterfamilie der Panzerwelse (Corydoradinae) wurde 1952 durch den niederländischen Ichthyologen Jacobus Johannes Hoedeman eingeführt. Sie umfasst etwa 200 beschriebene Arten, von denen etwa 85 % lange Zeit in die Gattung Corydoras gestellt wurden, die aber als paraphyletische Sammelgattung galt, d. h. dass die Gattung nicht alle Nachkommen der jüngsten gemeinsamen Stammform umfasst. So standen die Arten der Gattungen Aspidoras, Brochis und Scleromystax innerhalb der Gattung Corydoras. In einer im Juni 2024 veröffentlichten Revision der Panzerwelse wurden deshalb drei ursprünglich als Synonyme von Corydoras geltende Gattungen wieder revalidiert und die Arten nach morphologischen und molekularbiologischen Merkmalen entsprechend der tatsächlichen Verwandtschaftsverhältnisse auf die jetzt sieben Panzerwelsgattungen verteilt. Die Gattungen werden vor allem anhand der Schädelmorphologie und der Ausrichtung der Zacken auf den Stacheln der Brustflossen sowie der Rückenflosse unterschieden. Mit Urkumayu wurde im November 2024 eine achte Panzerwelsgattung eingeführt.
Kladogramm der Panzerwelse:
|  | Aspidoras    |
|  |              |
|  | Scleromystax |
|  |              |

|  | Hoplisoma                                               |
|  |                                                         |
|  | \| \| Brochis \| \| \| \| \| \| Osteogaster \| \| \| \| |
|  |                                                         |
|  | Brochis                                                 |
|  |                                                         |
|  | Osteogaster                                             |
|  |                                                         |

|  | Brochis     |
|  |             |
|  | Osteogaster |
|  |             |

|  | Hoplisoma                                               |
|  |                                                         |
|  | \| \| Brochis \| \| \| \| \| \| Osteogaster \| \| \| \| |
|  |                                                         |
|  | Brochis                                                 |
|  |                                                         |
|  | Osteogaster                                             |
|  |                                                         |

|  | Brochis     |
|  |             |
|  | Osteogaster |
|  |             |

|  | Aspidoras    |
|  |              |
|  | Scleromystax |
|  |              |

|  | Hoplisoma                                               |
|  |                                                         |
|  | \| \| Brochis \| \| \| \| \| \| Osteogaster \| \| \| \| |
|  |                                                         |
|  | Brochis                                                 |
|  |                                                         |
|  | Osteogaster                                             |
|  |                                                         |

|  | Brochis     |
|  |             |
|  | Osteogaster |
|  |             |

|  | Hoplisoma                                               |
|  |                                                         |
|  | \| \| Brochis \| \| \| \| \| \| Osteogaster \| \| \| \| |
|  |                                                         |
|  | Brochis                                                 |
|  |                                                         |
|  | Osteogaster                                             |
|  |                                                         |

|  | Brochis     |
|  |             |
|  | Osteogaster |
|  |             |

|  | Aspidoras    |
|  |              |
|  | Scleromystax |
|  |              |

|  | Hoplisoma                                               |
|  |                                                         |
|  | \| \| Brochis \| \| \| \| \| \| Osteogaster \| \| \| \| |
|  |                                                         |
|  | Brochis                                                 |
|  |                                                         |
|  | Osteogaster                                             |
|  |                                                         |

|  | Brochis     |
|  |             |
|  | Osteogaster |
|  |             |

|  | Hoplisoma                                               |
|  |                                                         |
|  | \| \| Brochis \| \| \| \| \| \| Osteogaster \| \| \| \| |
|  |                                                         |
|  | Brochis                                                 |
|  |                                                         |
|  | Osteogaster                                             |
|  |                                                         |

|  | Brochis     |
|  |             |
|  | Osteogaster |
|  |             |

|  | Aspidoras    |
|  |              |
|  | Scleromystax |
|  |              |

|  | Hoplisoma                                               |
|  |                                                         |
|  | \| \| Brochis \| \| \| \| \| \| Osteogaster \| \| \| \| |
|  |                                                         |
|  | Brochis                                                 |
|  |                                                         |
|  | Osteogaster                                             |
|  |                                                         |

|  | Brochis     |
|  |             |
|  | Osteogaster |
|  |             |

|  | Hoplisoma                                               |
|  |                                                         |
|  | \| \| Brochis \| \| \| \| \| \| Osteogaster \| \| \| \| |
|  |                                                         |
|  | Brochis                                                 |
|  |                                                         |
|  | Osteogaster                                             |
|  |                                                         |

|  | Brochis     |
|  |             |
|  | Osteogaster |
|  |             |